# Megastylus pectoralis
Megastylus pectoralis là một loài tò vò trong họ Ichneumonidae.